# Théorie constructale
 (septembre 2016).
Si vous disposez d'ouvrages ou d'articles de référence ou si vous connaissez des sites web de qualité traitant du thème abordé ici, merci de compléter l'article en donnant les références utiles à sa vérifiabilité et en les liant à la section « Notes et références ».

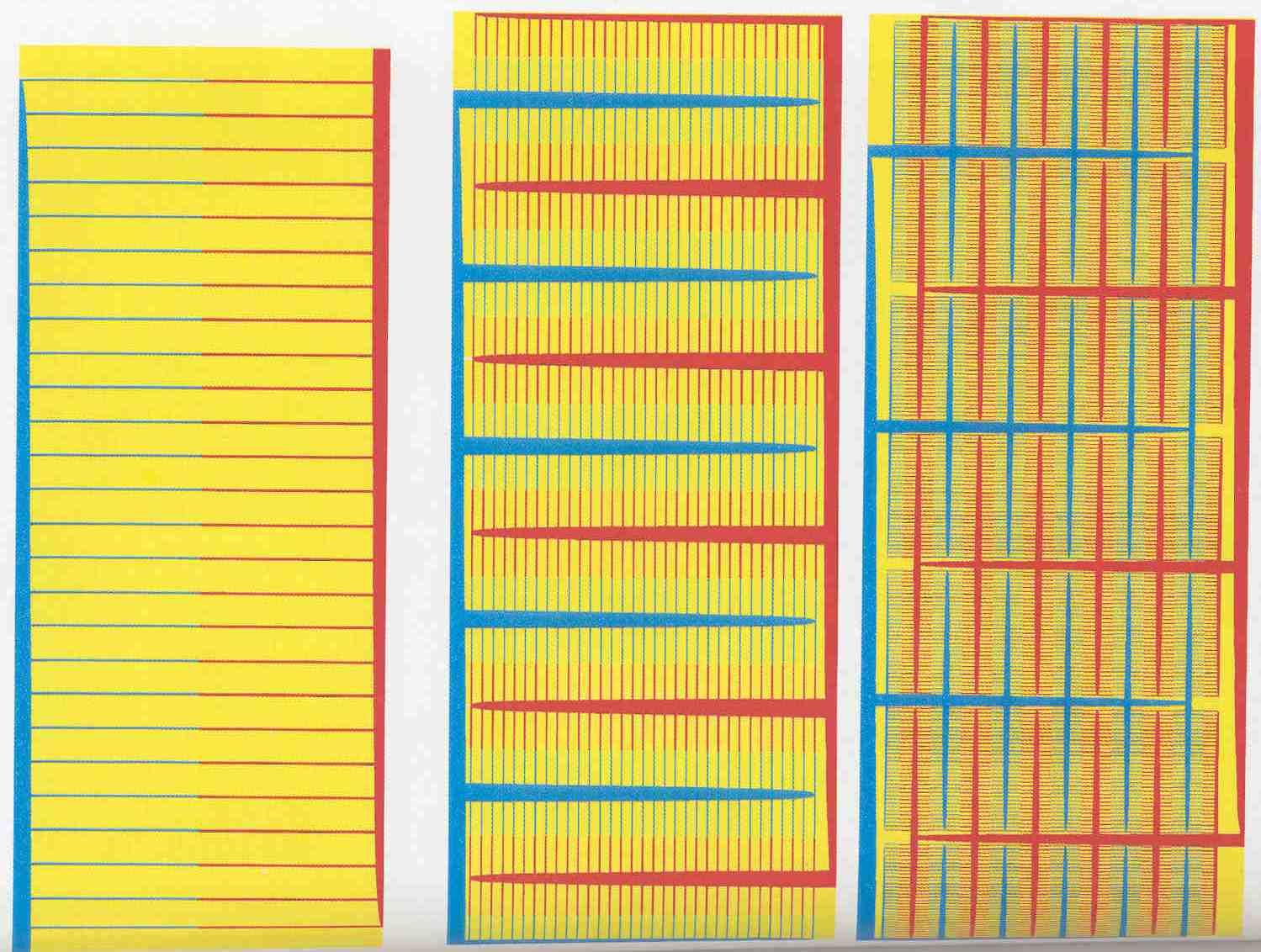
Construction d'un système constructal de refroidissement.

La théorie constructale d'optimisation globale sous des contraintes locales, créée par Adrian Bejan, explique de manière simple l'émergence de nombreuses formes naturelles, en particulier des structures arborescentes, telles que les fentes de dessiccation, les méandres de rivières, les poumons, les arbres… L'idée constructale est que les architectures de flux naissent d'un principe de maximisation de l'accès aux flux, dans le temps, composée avec leur capacité à se transformer.
Cette théorie permet de concevoir des systèmes optimisés en répartissant au mieux les inévitables résistances internes du système conçu, par exemple un système de refroidissement par fluide caloporteur, un réseau de distribution d'eau, etc.

## Historique
La théorie constructale a été créée à la fin des années 1990 par Adrian Bejan, diplômé du Massachusetts Institute of Technology (MIT) en 1975 (doctorat de mécanique).
Le professeur Bejan a enseigné au MIT depuis 1976 et est actuellement professeur de mécanique à l'université Duke.
Ses recherches couvrent notamment les domaines suivants : minimisation de la génération d'entropie, analyse exergétique, condensation, convection en milieu poreux, transition vers la turbulence, etc.
« Constructal » est un mot inventé par Bejan à partir du latin construere (construire), par symétrie avec la géométrie « fractale », formée sur le latin fragere (casser). Le mot désigne, en accord avec sa théorie, les systèmes qui s'auto-optimisent au cours du temps, tels que les réseaux hydrologiques et les arbres, mais aussi les formes technologiques provenant d'un processus évolutionniste de maximisation de l’accès du flux dans le temps.

## Principes
La méthode constructale suit trois étapes : déterminer la forme élémentaire, en assembler plusieurs et faire émerger la forme globale.
Par exemple, dans les systèmes flux d'un point vers une surface ou d'un point vers un volume, la théorie constructale prévoit des architectures arborescentes, ces flux devant présenter au moins deux régimes résistifs distincts. La théorie s'applique de plus à toutes les échelles : depuis les systèmes microscopiques aux macroscopiques.
| Application           | Flux      | Canaux arborescents                                | Espaces Interstitiels                 |
| --------------------- | --------- | -------------------------------------------------- | ------------------------------------- |
| Paquets électroniques | Chaleur   | Inserts à haute conductivité                       | Substrat à faible conductivité        |
| Trafic urbain         | Personnes | Trafic automobile                                  | Marche dans la structure urbaine      |
| Bassins versants      | Eau       | Ruisseaux et rivières                              | Flux de Darcy dans un milieu poreux   |
| Poumons               | Air       | Voie aériennes et bronches                         | Diffusion dans les tissus alvéolaires |
| Système sanguin       | Sang      | Vaisseaux sanguins, capillaires, artères et veines | Diffusion dans les tissus capillaires |

Un principe important de la théorie constructale est que tous les systèmes sont destinés à demeurer imparfaits du fait de l'existence inévitable de résistances internes (frottements, etc.). D'un point de vue constructal, le mieux que l'on puisse faire est de distribuer de manière optimale ces imperfections, et c'est précisément de cette distribution optimale des imperfections que la forme du système émerge spontanément.
En particulier, l'une des façons de distribuer de manière optimale ces imperfections consiste à distribuer le régime le plus résistant du système à l'échelle la plus petite du système.

Le principe constructal a été énoncé comme suit par Adrian Bejan en 1996 : 

« Pour qu'un système fini puisse persister dans le temps, il doit évoluer de manière à offrir un accès facilité aux flux qui le traversent. »

La loi constructale est le principe qui génère la forme « parfaite », qui est en fait la forme la moins imparfaite possible.

## Résultats

Loi allométrique entre la vitesse de vol et la masse corporelle.

La théorie constructale est prédictive et a donc pu être vérifiée. Le principe constructal d'architecture de flux arborescent a ainsi permis de prédire de manière totalement déterministe de nombreuses lois allométriques empiriques, par exemple :
- la loi de Kleiber de proportionnalité entre le taux métabolique {\displaystyle q_{0}} et la masse corporelle {\displaystyle M} élevée à la puissance 3/4 : {\displaystyle q_{0}\sim M^{\frac {3}{4}}}
- la proportionnalité entre les périodes respiratoire et de battement du cœur {\displaystyle t} et la masse corporelle{\displaystyle M} élevée à la puissance 1/4 : {\displaystyle t\sim M^{\frac {1}{4}}}
- la proportionnalité entre la surface de contact de transfert {\displaystyle A} et la masse corporelle {\displaystyle M} : {\displaystyle A\sim M^{\frac {7}{8}}}
- la proportionnalité entre la vitesse optimale de vol {\displaystyle V_{opt}} (en {\displaystyle ms^{-1}}) des corps volants (insectes, oiseaux, aéronefs) et la masse {\displaystyle M} (en {\displaystyle kg}) élevée à la puissance 1/6 : {\displaystyle V_{opt}\sim 30.M^{\frac {1}{6}}}

La loi constructale de Bejan explique aussi pourquoi les bronches présentent une arborescence avec 23 niveaux de bifurcations. Le modèle constructal d'architecture des bronches a ainsi délivré de manière déterministe :
- les dimensions des sacs alvéolaires,
- la surface totale des voies aériennes,
- la surface alvéolaire totale,
- la résistance totale du transport d'oxygène dans l'arbre respiratoire.